# Traktaat van Aken

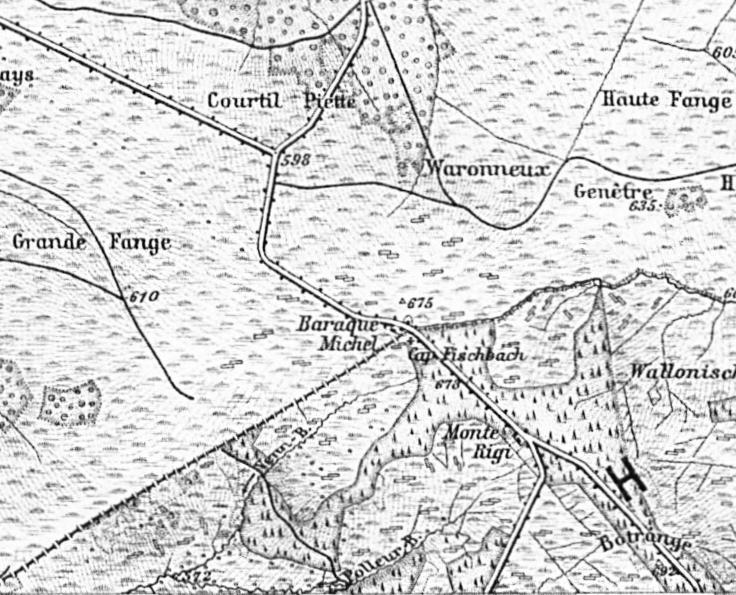
Het traktaat van Aken promoveerde Baraque Michel tot het hoogste punt van het koninkrijk

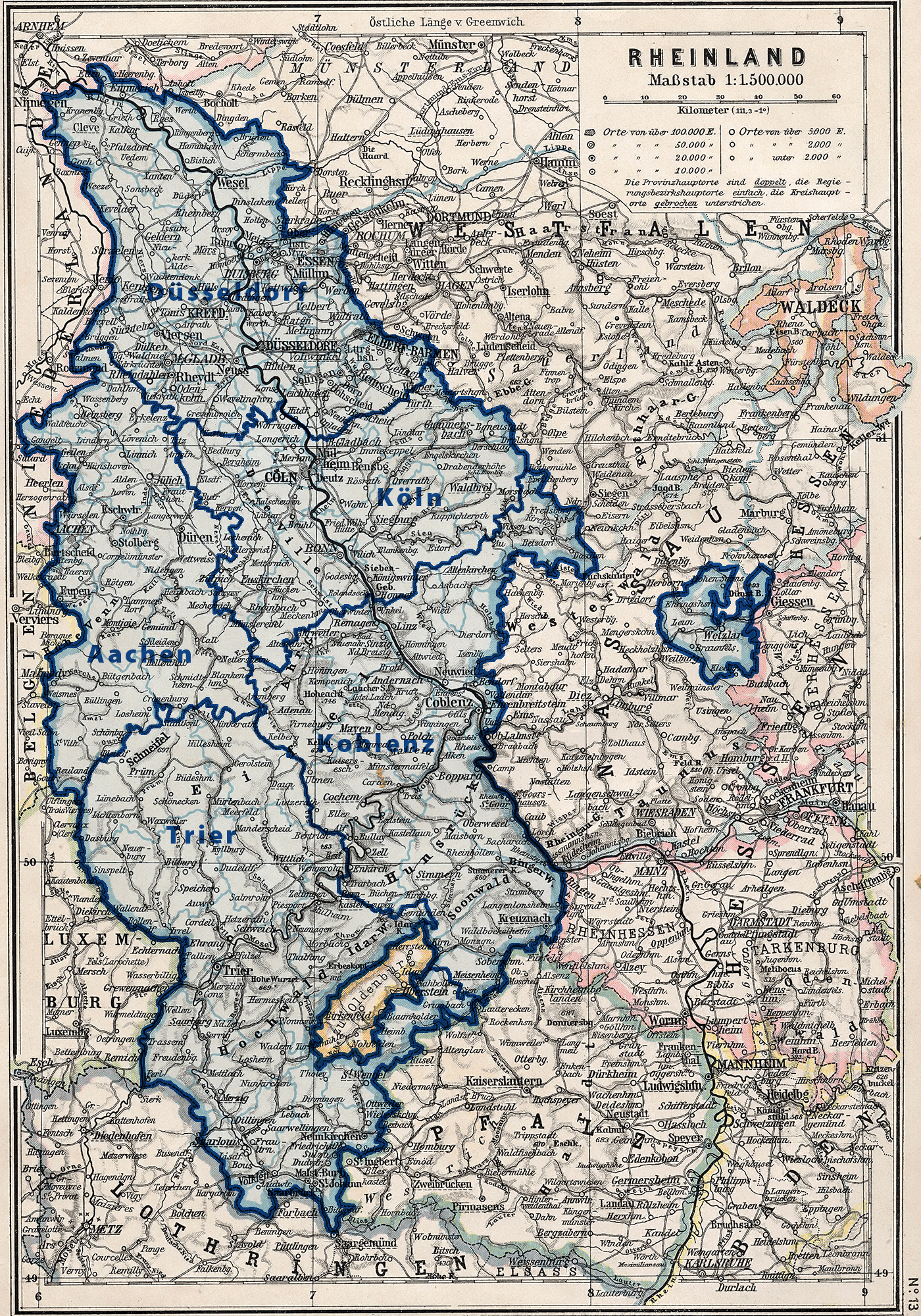
De westgrens van de Pruisische Rheinprovinz werd met het traktaat vastgelegd

Het Traktaat van Aken (voluit: Grenstractaat tussen het Koninkrijk der Nederlanden en het Koninkrijk Pruisen), ook wel het grenstraktaat van Aken genoemd, is een verdrag tussen Pruisen en het Verenigd Koninkrijk der Nederlanden, gesloten op 26 juni 1816 in Aken. Het verdrag legde de onderlinge grens van de beide landen vast vanaf het noordelijkste punt van de provincie Limburg tot het drielandenpunt met Frankrijk bij Schengen.

## Congres van Wenen
Na de nederlaag van Napoleon tijdens de Slag bij Waterloo in 1815, werd op het Congres van Wenen onderhandeld door de overwinnende mogendheden Pruisen, Oostenrijk, Rusland en Engeland met als doel de staatkundige herordening van Europa. Hierbij werd onder andere het Verenigd Koninkrijk der Nederlanden opgericht en de linker Rijnoever aan Pruisen toegewezen, als verdediging tegen Frankrijk. Op 12 mei 1815 nam koning Willem I der Nederlanden bezit van het departement Nedermaas en het grotendeels Pruisische Overkwartier van Gelder. De oostgrens werd vastgesteld op een afstand van een kanonschot gemeten vanaf de rivier de Maas, ongeveer 2,5 kilometer.

## Traktaat van Aken
De oostgrens van Limburg werd tijdens het congres wel in grote lijnen vastgesteld, maar moest op verschillende punten nog nader worden vastgesteld. Hieronder volgt een lijst met de bij het traktaat betrokken plaatsen en wat hier veranderde:
- Broeksittard - kwam bij de Nederlanden.
- Herkenbosch - kwam bij de Nederlanden.
- Herzogenrath - kwam bij Pruisen.
- Melick - kwam bij de Nederlanden.
- Oeffelt - kwam bij de Nederlanden.
- Siebengewald - kwam bij de Nederlanden.
- Tegelen - kwam bij de Nederlanden en kreeg grondgebied van Kaldenkerken.
- Afferden - verloor grondgebied aan Weeze.
- Arcen en Velden kreeg grondgebied van Straelen en Walbeck.
- Belfeld - verloor grondgebied en kreeg het landgoed Maalbeek van Bracht en Kaldenkerken.
- Bergen - kreeg grondgebied van Goch, Twisteden en Walbeck.
- Bocholtz - kreeg grondgebied van Aken-Richterich.
- Kerkrade - verloor grondgebied aan Herzogenrath.
- Maasniel - verloor grondgebied aan Elmpt.
- Nieuwstadt - kreeg grondgebied van Millen.
- Ottersum - kreeg grondgebied van Kessel.
- Rimburg - verloor het gehucht Scherpenseel aan Übach-Palenberg.
- Sittard - kreeg het gehucht Wintraken.
- Swalmen - verloor grondgebied aan Brüggen.
- Vaals - kreeg grondgebied van Aken-Laurensberg.
- Venlo - kreeg grondgebied van Straelen.

Verder werd Luxemburg verdeeld langs de Moezel, Sûre en de Our, kwam Eupen-Malmedy bij Pruisen en werd het condominium Neutraal Moresnet opgericht.
Hoewel het verdrag in 1816 werd gesloten, werden veel plaatsen pas in 1817 overgegeven.

## ArrestGrenstractaat Aken
Het verdrag stond centraal in het arrest Grenstractaat Aken (HR 3 maart 1919, NJ 1919, p. 371) waarin de Hoge Raad der Nederlanden oordeelde dat het grenstraktaat niet alleen Nederland bond tegenover andere staten, maar ook de staat bond tegenover een individu. Hiermee accepteerde de Hoge Raad de leer van het monisme voor de doorwerking van internationaal recht. Dit arrest was lang voordat de Grondwetswijziging van 1953 die de verhouding tussen het nationale en het internationale recht in vergelijkbare zin regelde. Ook maakt deze uitspraak duidelijk dat bij de uitleg van een wettelijke bepaling door de rechter uitgangspunt is dat de Nederlandse wetgever niet eenzijdig wil afwijken van een verdrag dat werking heeft in Nederland  

### Casus
In maart 1918 vervoerde een boer een zak rogge van 47,5 kilo over zijn land in Noord-Limburg. Door een grenswijziging in 1816 bevond zijn land zich deels in Nederland en deels in Duitsland. Hij kreeg een boete voor twee overtredingen: het zonder geldige documenten vervoeren van goederen naar het buitenland en het aangeven bij de douane van een product waarvan de uitvoer tijdens de Eerste Wereldoorlog verboden was.

### Rechtsvraag
Kan een boer die op zijn eigen land goederen vervoert en daarbij onbewust een internationale grens passeert, worden bestraft voor illegale uitvoer en invoer onder de toen geldende douanewetgeving? (Ja)

### Procesgang
De rechtbank sprak de boer vrij.
In hoger beroep veroordeelde het hof hem tot een geldboete van vijf gulden, met een vervangende hechtenis van tien dagen, en de verbeurdverklaring van de inbeslaggenomen zak rogge. Tegen deze veroordeling stelde de boer beroep in cassatie bij de Hoge Raad.

### Hoge Raad
De Hoge Raad overwoog:

Overwegende dat dit bijzonder recht bij voormeld tractaat van Aken gegeven aan de personen wier eigendommen werden doorsneden door de bij gemeld tractaat vastgestelde grenzen, hun door de Wet van 3 Augustus 1914 (Staatsblad n° 344) niet is ontnomen, daar deze wet hieromtrent geene bepalingen inhoudt en het bijzonder recht bij voormeld tractaat aan die grensbewoners gegeven, naast het algemeen verbod van uit- en vervoer bestaanbaar is, terwijl voorzeker niet – tenzij de tekst der wet daartoe dwingt – mag worden aangenomen, dat de Nederlandsche wetgever in eenige wet eenzijdig en eigenmachtig zou zijn afgeweken van hetgeen bij bekrachtigd tractaat met een vreemde mogendheid is overeengekomen;
Overwegende dat derhalve het Gerechtshof te s'Hertogenbosch had moeten onderzoeken, of van de rogge, die de requirant op 8 Maart 1918 in andere dan binnenwaartsche richting vervoerde, om die naar het buitenland over te brengen, op de wijze van artikel 33 van voormeld tractaat van Aken was gebleken, dat zij was geteeld op grond behoorende bij een landbouwbedrijf dat deels aan deze, deels aan gene zijde der Nederlandsch-Pruisische grens was gelegen en door zonder zoodanig onderzoek den requirant, die zich op deze omstandigheid te zijner verdediging had beroepen, te veroordeelen, zijne uitspraak niet behoorlijk met redenen heeft omkleed, hetgeen in de artikelen 221, 223 en 239 van het Wetboek van Strafvordering op straffe van nietigheid is voorgeschreven;